# AFI’s 100 Years … 100 Songs
AFI’s 100 Years … 100 Songs ist eine Liste von 100 Top-Liedern der US-amerikanischen Filmindustrie, die durch das American Film Institute (AFI) aus 400 Nominierungen ausgewählt wurden. Die Liste wurde am 22. Juni 2004 im Rahmen einer Fernsehshow auf CBS von John Travolta präsentiert; er ist selbst zweimal auf der Liste vertreten (mit je einem Song aus den Filmen Saturday Night Fever und Grease).

## Häufigste Nennungen

### Filme
Die Filme Singin’ In The Rain, Meine Lieder – meine Träume und West Side Story erhielten mit jeweils drei Einträgen die meisten Nennungen, gefolgt von Der Zauberer von Oz, A Star Is Born (Platz 11 mit der Version von 1954 und Platz 16 mit der Version von 1976), Funny Girl und Meet Me in St. Louis mit jeweils zwei Einträgen.

### Interpreten
Die Lieder von Judy Garland – die mit dem Titel Over the Rainbow auf Platz 1 steht – und Gene Kelly fanden mit jeweils fünf Einträgen die häufigsten Nennungen, gefolgt von Julie Andrews, Fred Astaire, Marni Nixon und Barbra Streisand mit jeweils vier Einträgen. Die Lieder von Fred Astaire und Barbra Streisand wurden innerhalb der ersten fünfzig Einträge der Liste gewählt, wobei Astaire drei Lieder gemeinsam mit anderen Interpreten sang, während Streisand alle ihre Lieder alleine aufgeführt hatte.

## Die Liste
| Platz | Lied                                       | Film                                              | Jahr | Interpret                                                                                |
| ----- | ------------------------------------------ | ------------------------------------------------- | ---- | ---------------------------------------------------------------------------------------- |
| 01    | Over the Rainbow                           | Der Zauberer von Oz                               | 1939 | Judy Garland                                                                             |
| 02    | As Time Goes By                            | Casablanca                                        | 1942 | Dooley Wilson                                                                            |
| 03    | Singin’ in the Rain                        | Du sollst mein Glücksstern sein                   | 1952 | Gene Kelly                                                                               |
| 04    | Moon River                                 | Frühstück bei Tiffany                             | 1961 | Audrey Hepburn                                                                           |
| 05    | White Christmas                            | Musik, Musik                                      | 1942 | Bing Crosby                                                                              |
| 06    | Mrs. Robinson                              | Die Reifeprüfung                                  | 1967 | Simon & Garfunkel                                                                        |
| 07    | When You Wish upon a Star                  | Pinocchio                                         | 1940 | Cliff Edwards (als Jiminy Cricket)                                                       |
| 08    | The Way We Were                            | So wie wir waren                                  | 1973 | Barbra Streisand                                                                         |
| 09    | Stayin’ Alive                              | Saturday Night Fever                              | 1977 | Bee Gees                                                                                 |
| 010   | The Sound of Music                         | Meine Lieder – meine Träume                       | 1965 | Julie Andrews                                                                            |
| 011   | The Man that Got Away                      | Ein neuer Stern am Himmel                         | 1954 | Judy Garland                                                                             |
| 012   | Diamonds Are a Girl’s Best Friend          | Blondinen bevorzugt                               | 1953 | Marilyn Monroe                                                                           |
| 013   | People                                     | Funny Girl                                        | 1968 | Barbra Streisand                                                                         |
| 014   | My Heart Will Go On                        | Titanic                                           | 1997 | Céline Dion                                                                              |
| 015   | Cheek to Cheek                             | Ich tanz’ mich in dein Herz hinein                | 1935 | Fred Astaire und Ginger Rogers                                                           |
| 016   | Evergreen (Love Theme from A Star Is Born) | A Star Is Born                                    | 1976 | Barbra Streisand                                                                         |
| 017   | I Could Have Danced All Night              | My Fair Lady                                      | 1964 | Marni Nixon (synchronisiert Audrey Hepburn)                                              |
| 018   | Cabaret                                    | Cabaret                                           | 1972 | Liza Minnelli                                                                            |
| 019   | Some Day My Prince Will Come               | Schneewittchen und die sieben Zwerge              | 1937 | Adriana Caselotti                                                                        |
| 020   | Somewhere                                  | West Side Story                                   | 1961 | Jim Bryant (synchronisiert Richard Beymer) und Marni Nixon (synchronisiert Natalie Wood) |
| 021   | Jailhouse Rock                             | Jailhouse Rock – Rhythmus hinter Gittern          | 1957 | Elvis Presley                                                                            |
| 022   | Everybody’s Talkin’                        | Asphalt-Cowboy                                    | 1969 | Harry Nilsson                                                                            |
| 023   | Raindrops Keep Fallin’ on My Head          | Zwei Banditen                                     | 1969 | B. J. Thomas                                                                             |
| 024   | Ol’ Man River                              | Show Boat                                         | 1936 | Paul Robeson                                                                             |
| 025   | High Noon (Do Not Forsake Me)              | Zwölf Uhr mittags                                 | 1952 | Tex Ritter                                                                               |
| 026   | The Trolley Song                           | Meet Me in St. Louis                              | 1944 | Judy Garland                                                                             |
| 027   | Unchained Melody                           | Ghost – Nachricht von Sam                         | 1990 | The Righteous Brothers                                                                   |
| 028   | Some Enchanted Evening                     | Süd Pazifik                                       | 1958 | Giorgio Tozzi (synchronisiert Rossano Brazzi)                                            |
| 029   | Born to Be Wild                            | Easy Rider                                        | 1969 | Steppenwolf                                                                              |
| 030   | Stormy Weather                             | Der Tänzer auf den Stufen                         | 1943 | Lena Horne                                                                               |
| 031   | Theme from New York, New York              | New York, New York                                | 1977 | Liza Minnelli                                                                            |
| 032   | I Got Rhythm                               | Ein Amerikaner in Paris                           | 1951 | Gene Kelly                                                                               |
| 033   | Aquarius                                   | Hair                                              | 1979 | Ren Woods und Ensemble                                                                   |
| 034   | Let’s Call the Whole Thing Off             | Tanz mit mir                                      | 1937 | Fred Astaire und Ginger Rogers                                                           |
| 035   | America                                    | West Side Story                                   | 1961 | Rita Moreno, George Chakiris und Ensemble                                                |
| 036   | Supercalifragilisticexpialigetisch         | Mary Poppins                                      | 1964 | Julie Andrews, Dick Van Dyke und Ensemble                                                |
| 037   | Swinging on a Star                         | Der Weg zum Glück                                 | 1944 | Bing Crosby                                                                              |
| 038   | Theme from Shaft                           | Shaft                                             | 1971 | Isaac Hayes und Chor                                                                     |
| 039   | Days of Wine and Roses                     | Die Tage des Weines und der Rosen                 | 1962 | Chor                                                                                     |
| 040   | Fight the Power                            | Do the Right Thing                                | 1989 | Public Enemy                                                                             |
| 041   | New York, New York                         | Heut’ gehn wir bummeln                            | 1949 | Gene Kelly, Frank Sinatra und Jules Munshin                                              |
| 042   | Luck Be a Lady                             | Schwere Jungs – leichte Mädchen                   | 1955 | Marlon Brando und Ensemble                                                               |
| 043   | The Way You Look Tonight                   | Swing Time                                        | 1936 | Fred Astaire                                                                             |
| 044   | Wind Beneath My Wings                      | Freundinnen                                       | 1988 | Bette Midler                                                                             |
| 045   | That’s Entertainment                       | Vorhang auf!                                      | 1953 | Fred Astaire, Jack Buchanan, Nanette Fabray und Oscar Levant                             |
| 046   | Don’t Rain on My Parade                    | Funny Girl                                        | 1968 | Barbra Streisand                                                                         |
| 047   | Zip-a-Dee-Doo-Dah                          | Onkel Remus’ Wunderland                           | 1947 | James Baskett                                                                            |
| 048   | Que Sera, Sera (Whatever Will Be, Will Be) | Der Mann, der zuviel wusste                       | 1956 | Doris Day                                                                                |
| 049   | Make ’Em Laugh                             | Singin’ In The Rain                               | 1952 | Donald O’Connor                                                                          |
| 050   | Rock Around the Clock                      | Die Saat der Gewalt                               | 1955 | Bill Haley and His Comets                                                                |
| 051   | Fame                                       | Fame – Der Weg zum Ruhm                           | 1980 | Irene Cara                                                                               |
| 052   | Summertime                                 | Porgy and Bess                                    | 1959 | Loulie Jean Norman                                                                       |
| 053   | Goldfinger                                 | James Bond 007 – Goldfinger                       | 1964 | Shirley Bassey                                                                           |
| 054   | Shall We Dance?                            | Der König und ich                                 | 1956 | Marni Nixon (synchronisiert Deborah Kerr), Yul Brynner                                   |
| 055   | Flashdance … What a Feeling                | Flashdance                                        | 1983 | Irene Cara                                                                               |
| 056   | Thank Heaven for Little Girls              | Gigi                                              | 1958 | Maurice Chevalier                                                                        |
| 057   | The Windmills of Your Mind                 | Thomas Crown ist nicht zu fassen                  | 1968 | Noel Harrison                                                                            |
| 058   | Gonna Fly Now                              | Rocky                                             | 1976 | DeEtta Little und Nelson Pigford                                                         |
| 059   | Tonight                                    | West Side Story                                   | 1961 | Marni Nixon (synchronisiert Natalie Wood), Jimmy Bryant (synchronisiert Richard Beymer)  |
| 060   | It Had to Be You                           | Harry und Sally                                   | 1989 | Frank Sinatra und Harry Connick, Jr.                                                     |
| 061   | Get Happy                                  | Summer Stock                                      | 1950 | Judy Garland                                                                             |
| 062   | Beauty and the Beast                       | Die Schöne und das Biest                          | 1991 | Angela Lansbury (als Mrs. Potts)                                                         |
| 063   | Thanks for the Memory                      | The Big Broadcast of 1938                         | 1938 | Bob Hope und Shirley Ross                                                                |
| 064   | My Favorite Things                         | Meine Lieder – meine Träume                       | 1965 | Julie Andrews                                                                            |
| 065   | I Will Always Love You                     | Bodyguard                                         | 1992 | Whitney Houston                                                                          |
| 066   | Suicide Is Painless                        | MASH                                              | 1970 | Johnny Mandel                                                                            |
| 067   | Nobody Does It Better                      | James Bond 007 – Der Spion, der mich liebte       | 1977 | Carly Simon                                                                              |
| 068   | Streets of Philadelphia                    | Philadelphia                                      | 1993 | Bruce Springsteen                                                                        |
| 069   | On the Good Ship Lollipop                  | Bright Eyes                                       | 1934 | Shirley Temple                                                                           |
| 070   | Summer Nights                              | Grease                                            | 1978 | John Travolta und Olivia Newton-John                                                     |
| 071   | (I’m a) Yankee Doodle Dandy                | Yankee Doodle Dandy                               | 1942 | James Cagney                                                                             |
| 072   | Good Morning                               | Singin' in the Rain                               | 1952 | Gene Kelly, Donald O’Connor und Debbie Reynolds                                          |
| 073   | Isn’t It Romantic?                         | Schönste, liebe mich                              | 1932 | Maurice Chevalier und Jeanette MacDonald                                                 |
| 074   | Rainbow Connection                         | Muppet Movie                                      | 1979 | Jim Henson (als Kermit der Frosch)                                                       |
| 075   | Up Where We Belong                         | Ein Offizier und Gentleman                        | 1982 | Joe Cocker und Jennifer Warnes                                                           |
| 076   | Have Yourself a Merry Little Christmas     | Meet Me in St. Louis                              | 1944 | Judy Garland                                                                             |
| 077   | The Shadow of Your Smile                   | … die alles begehren                              | 1965 | Chor                                                                                     |
| 078   | 9 to 5                                     | Warum eigentlich … bringen wir den Chef nicht um? | 1980 | Dolly Parton                                                                             |
| 079   | Arthur’s Theme (Best That You Can Do)      | Arthur – Kein Kind von Traurigkeit                | 1981 | Christopher Cross                                                                        |
| 080   | Springtime for Hitler                      | Frühling für Hitler                               | 1968 | Ensemble                                                                                 |
| 081   | I’m Easy                                   | Nashville                                         | 1975 | Keith Carradine                                                                          |
| 082   | Ding-Dong! The Witch Is Dead               | Der Zauberer von Oz                               | 1939 | Ensemble                                                                                 |
| 083   | The Rose                                   | The Rose                                          | 1979 | Bette Midler                                                                             |
| 084   | Put the Blame on Mame                      | Gilda                                             | 1946 | Anita Ellis (synchronisiert Rita Hayworth)                                               |
| 085   | Come What May                              | Moulin Rouge                                      | 2001 | Nicole Kidman und Ewan McGregor                                                          |
| 086   | (I’ve Had) The Time of My Life             | Dirty Dancing                                     | 1987 | Bill Medley und Jennifer Warnes                                                          |
| 087   | Buttons and Bows                           | Sein Engel mit den zwei Pistolen                  | 1948 | Bob Hope                                                                                 |
| 088   | Do-Re-Mi                                   | Meine Lieder – meine Träume                       | 1965 | Julie Andrews und Ensemble                                                               |
| 089   | Puttin’ on the Ritz                        | Frankenstein Junior                               | 1974 | Gene Wilder und Peter Boyle                                                              |
| 090   | Seems Like Old Times                       | Der Stadtneurotiker                               | 1977 | Diane Keaton                                                                             |
| 091   | Let the River Run                          | Die Waffen der Frauen                             | 1988 | Carly Simon                                                                              |
| 092   | Long Ago (and Far Away)                    | Es tanzt die Göttin                               | 1944 | Gene Kelly und Martha Mears (synchronisiert Rita Hayworth)                               |
| 093   | Lose Yourself                              | 8 Mile                                            | 2002 | Eminem                                                                                   |
| 094   | Ain’t Too Proud to Beg                     | Der große Frust                                   | 1983 | The Temptations                                                                          |
| 095   | (We’re Off on the) Road to Morocco         | Der Weg nach Marokko                              | 1942 | Bing Crosby und Bob Hope                                                                 |
| 096   | Footloose                                  | Footloose                                         | 1984 | Kenny Loggins                                                                            |
| 097   | 42nd Street                                | Die 42. Straße                                    | 1933 | Ruby Keeler, Dick Powell und Ensemble                                                    |
| 098   | All That Jazz                              | Chicago                                           | 2002 | Catherine Zeta-Jones und Renée Zellweger                                                 |
| 099   | Hakuna Matata                              | Der König der Löwen                               | 1994 | Nathan Lane, Ernie Sabella, Jason Weaver und Joseph Williams                             |
| 100   | Old Time Rock and Roll                     | Lockere Geschäfte                                 | 1983 | Bob Seger                                                                                |